# 绒毛灯笼花
绒毛灯笼花（学名：Agapetes lacei var. tomentella）为杜鹃花科树萝卜属下的一个变种。

## 扩展阅读
- 維基物種上的相關：绒毛灯笼花